# Вознесенський Андрій Андрійович
Андрі́й Андрі́йович Вознесе́нський (12 травня 1933, Москва — 1 червня 2010, Москва) — російський поет, один з найяскравіших російських поетів-шістдесятників.
Літературна кар'єра Вознесенського почалася зі знайомства з Борисом Пастернаком, якому він у 14 років послав свої вірші. Пізніше Вознесенський казав, що Пастернак справив на нього «винятковий вплив як поет і як людина».
1958 Андрій закінчив Московський архітектурний інститут.
Друкуватися почав 1958. 1960 побачили світ перші збірки віршів — «Мозаїка» та «Парабола». Перша опублікована збірка «Мозаїка» накликала критику влади і звинувачення в «антирадянщині». Йому періодично забороняли видаватися, збірки віршів поширювалися підпільно. 1964 року була опублікована збірка «Антисвіт», за якою 1965 року в Театрі на Таганці був поставлений спектакль. Ця постановка мала величезну популярність серед московської публіки на тлі великого інтересу до поезії, що прийшовся на 1960-і роки. Пізніше, в 1970-і роки, Вознесенський почав публікуватися більш-менш відкрито і в 1978 році навіть був нагороджений Державною премією СРСР за збірку «Вітражних справ майстер». Усього Вознесенський випустив понад 40 поетичних збірок, зокрема «Взгляд» і «Тінь звуку».
Андрій Вознесенський був удостоєний низки нагород — радянських, російських і міжнародних. Він є кавалером ордена Трудового Червоного Прапора, а також орденів «За заслуги перед Вітчизною» III та II ступеня. Крім того, Вознесенський — почесний член ряду академій, в тому числі Паризької академії братів Гонкур і Європейської академії поезії.
Українською мовою окремі вірші та поеми Вознесенського переклали Андрій Малишко, Дмитро Павличко, Роман Лубківський, Петро Перебийніс, Степан Пінчук та інші.